# Lago di Tenno
Il lago di Tenno si trova nel comune di Tenno in Trentino, a pochi passi dal borgo medievale di Canale di Tenno (o Villa Canale). Il bacino si è formato in seguito alla frana del dosso di Ville del Monte che ha bloccato il corso del suo immissario. Il lago, che ha una superficie di circa 195.190 m², è il sesto lago per estensione del Trentino.

## Formazione

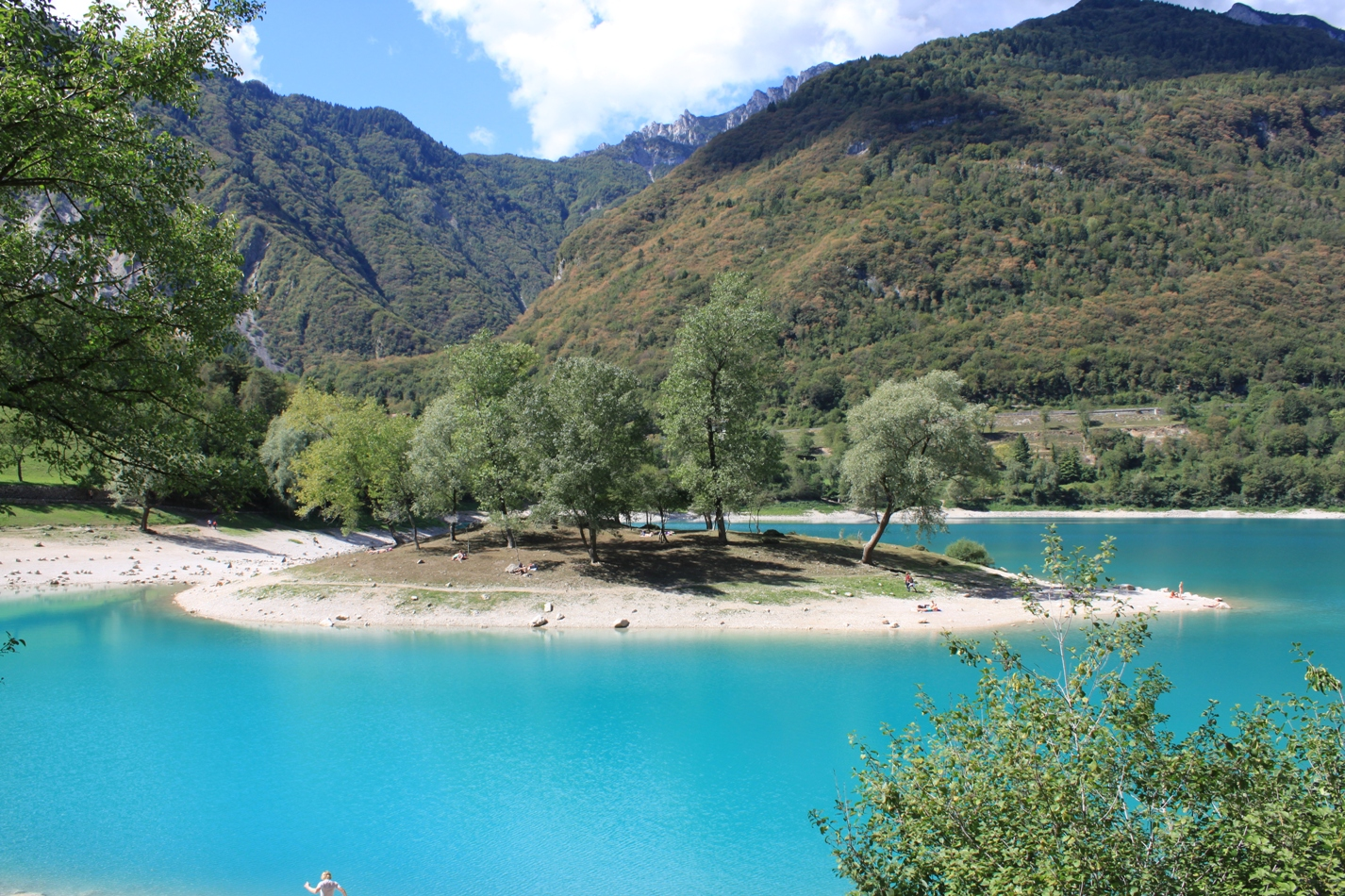
L'isoletta del lago di Tenno

Il periodo di nascita del lago si fa risalire attorno all'anno 1100. Precedentemente nella zona dove ora si trova il lago si trovava la confluenza di due valli (la valle di Ballino e quella dell'alto corso del Magnone). Il letto del Rì Sec si trovava all'incirca 220 metri più in basso rispetto all'attuale superficie del lago e sotto l'attuale promontorio delle Ville del Monte si trovava la confluenza tra il Rì Sec e il Magnone.
Una frana di proporzioni colossali staccatasi con molta probabilità dal monte Misone ha riempito la zona formando una conca e sbarrando il corso del torrente Rì Sec: nei primi anni seguiti alla frana l'acqua riempì completamente la conca, ma successivamente la pressione fece sì che si aprisse un tunnel nel dosso di Ville Del Monte facendo calare il lago fino al livello attuale verso il 1400.

## Geologia
Il lago è di forma rotonda con un braccio che scende a sud di circa 200 m².
Nel braccio sud l'acqua è bassa per molti metri mentre sulle coste nord l'acqua scende subito in una vallata. Il punto più fondo vicino alla foce del torrente Laurel è di 47,7 metri.

## Fiumi

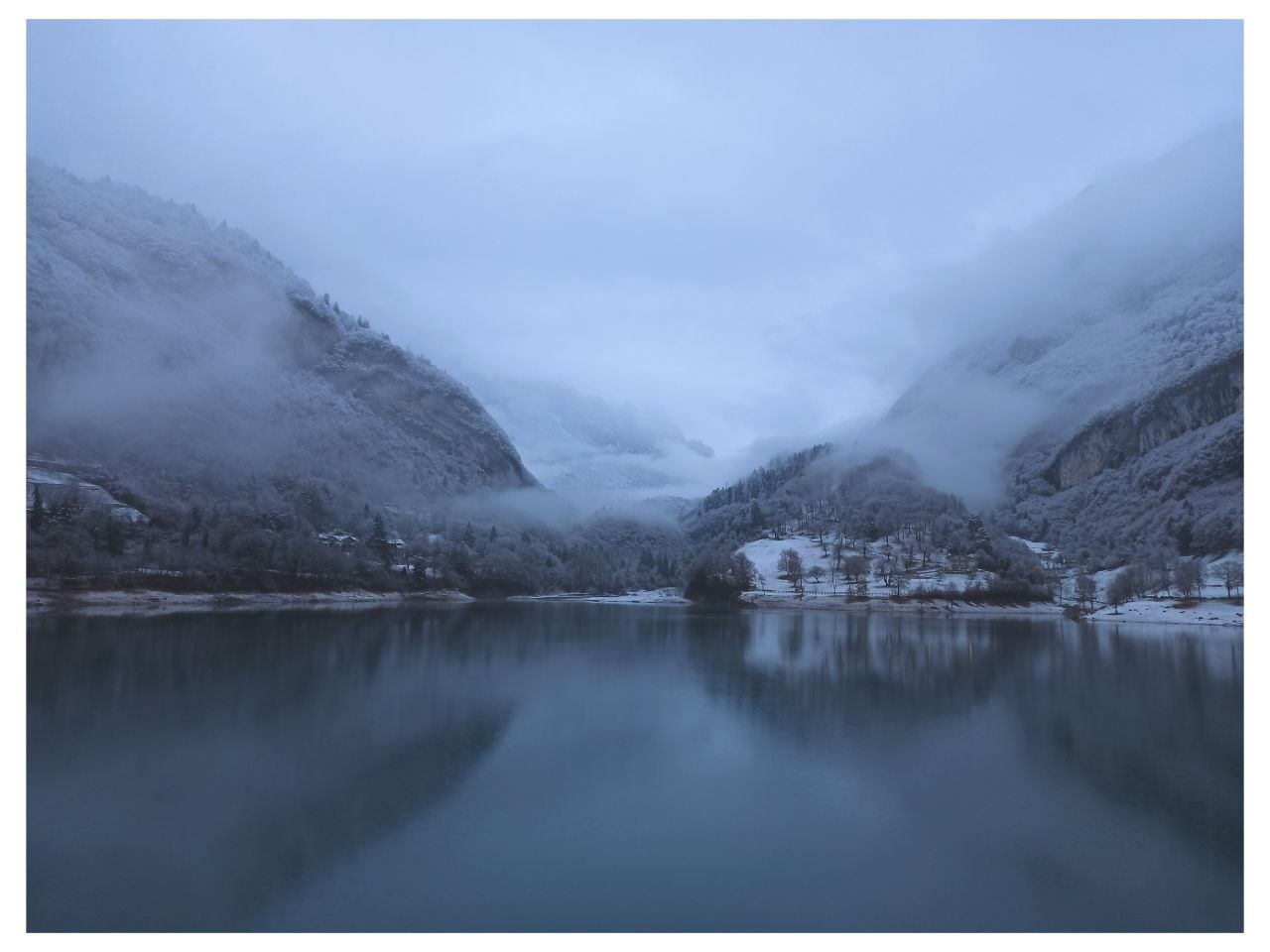
Vista invernale

Nel lago di Tenno confluiscono due immissari: il più importante, con una entrata di circa 20 m³ al secondo, è il Rì Sec (o Rio Secco in italiano) detto così perché nella parte della sua foce è coperto da molti sassi e il corso d'acqua è visibile solo nei momenti di piena.
Il secondo immissario è il torrente Laurel (in italiano Laurino) che, nonostante il suo brevissimo corso di appena 100 metri, ha una notevole portata d'acqua, acqua che non supera mai i 5 °C.
L'emissario unico è il torrente Picinino che va poi ad affluire nel fiume Magnone da dove nascono le cascate del Varone. Il torrente Picinino esce a 15 metri di profondità dal lago e sgorga al di là del dosso di Ville del Monte da dove scorre per 2 km prima di confluire nel Magnone.

## Prosciugamento del lago
Il livello del lago dal 1970 ad oggi si è abbassato di svariati metri. Fino a circa 30 anni fa, le rare volte che l'isola risultava collegata alla terraferma erano un autentico avvenimento. Oggi, durante l'estate, il tratto di lago più stretto che si trova alle spalle dell'isola si prosciuga completamente e l'isola diventa addirittura un piccolo promontorio, una penisola collegata alla terraferma.
La causa di questo progressivo prosciugamento è principalmente l'azione dell'uomo: dal 1970 ad oggi, infatti, è stata ridotta se non annullata del tutto la portata dei fiumi che alimentavano il lago. Il Rì sec che veniva per gran parte alimentato dai laghi Soi oggi ha dimezzato la sua portata a causa della scomparsa dei laghi stessi. È stato fortemente ridotto il contributo delle sorgenti di Tenèra nel gruppo delle Pichee, che sono state sfruttate per rifornire d'acqua le abitazioni e gli impianti di pattinaggio di Fiavé.
Inoltre le sorgenti del Rio freddo (affluente del Rì Sec) sono state deviate per irrigare i vigneti di Volta di Nò, Cologna di Tenno e Varignano di Arco.
Nella primavera del 2008 il lago è tornato a un livello che non raggiungeva da almeno sette anni, parte della vegetazione cresciuta negli ultimi anni lungo le sponde è stata sommersa e il lago arriva molto vicino alla sorgente del torrente Laurel. Il Ri Sec ha raddoppiato la sua portata e il lago ha superato i livelli di norma che non raggiungeva da tempo. A causa dei lavori di ripristino, nella zona dei laghi Soi sono state riformate le due conche e le forti piogge di primavera, assieme alle nevi delle Pichee, hanno fatto sì che i laghi tornassero a formarsi. Dopo anni, i laghi Soi esistono ancora, la principale sorgente del Ri Sec è tornata a esistere. Questo evento ha contribuito a riportare temporaneamente il livello del lago alla normalità.